# Budihostice
Budihostice (Duits: Budohostitz) is een Tsjechische plaats in de gemeente Chržín in de regio Midden-Bohemen en maakt deel uit van het district Kladno.
Budihostice telt 108 inwoners (2021).

## Geschiedenis
De eerste schriftelĳke vermelding van het dorp dateert van 1045.

## Galerij

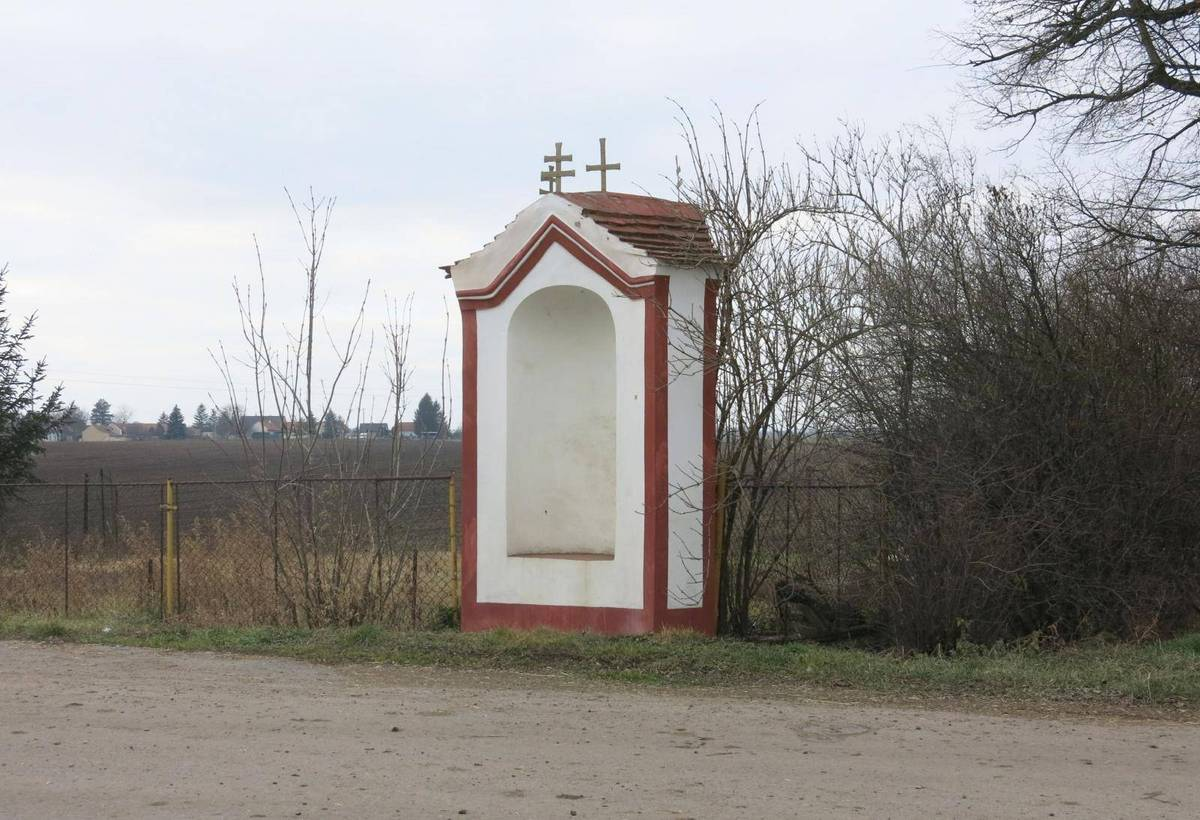
Dorpskapelletje
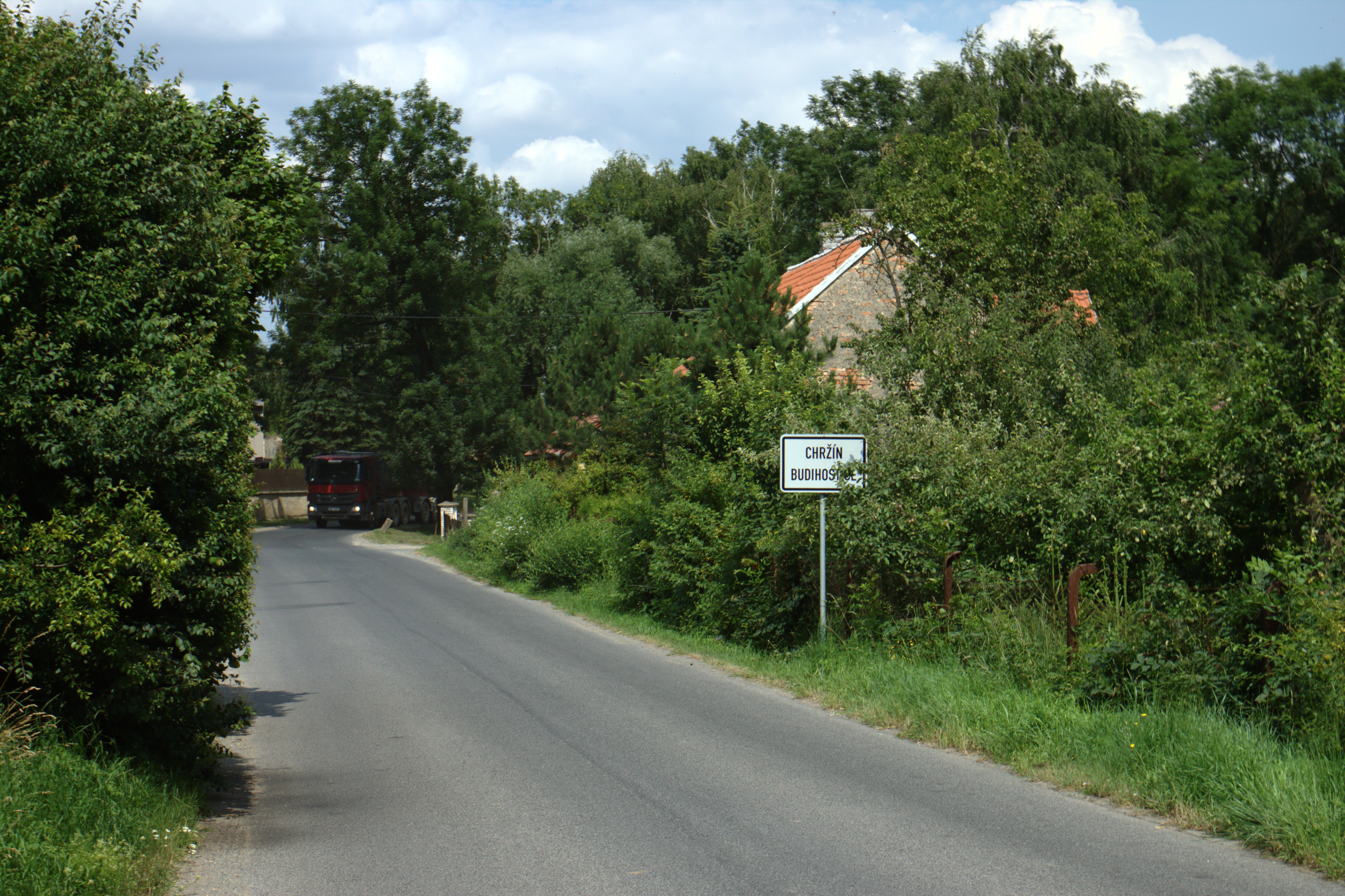
Toegangsweg naar het dorp
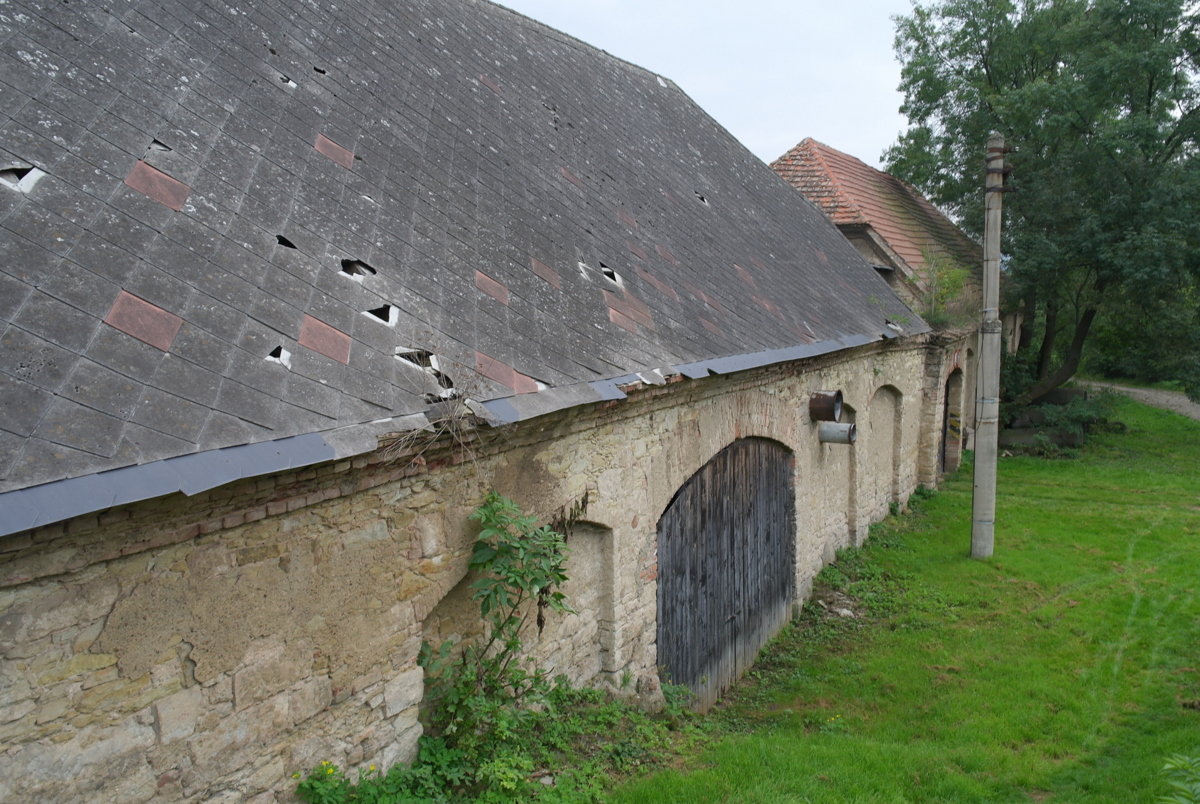
Oude boerderĳ in het dorp
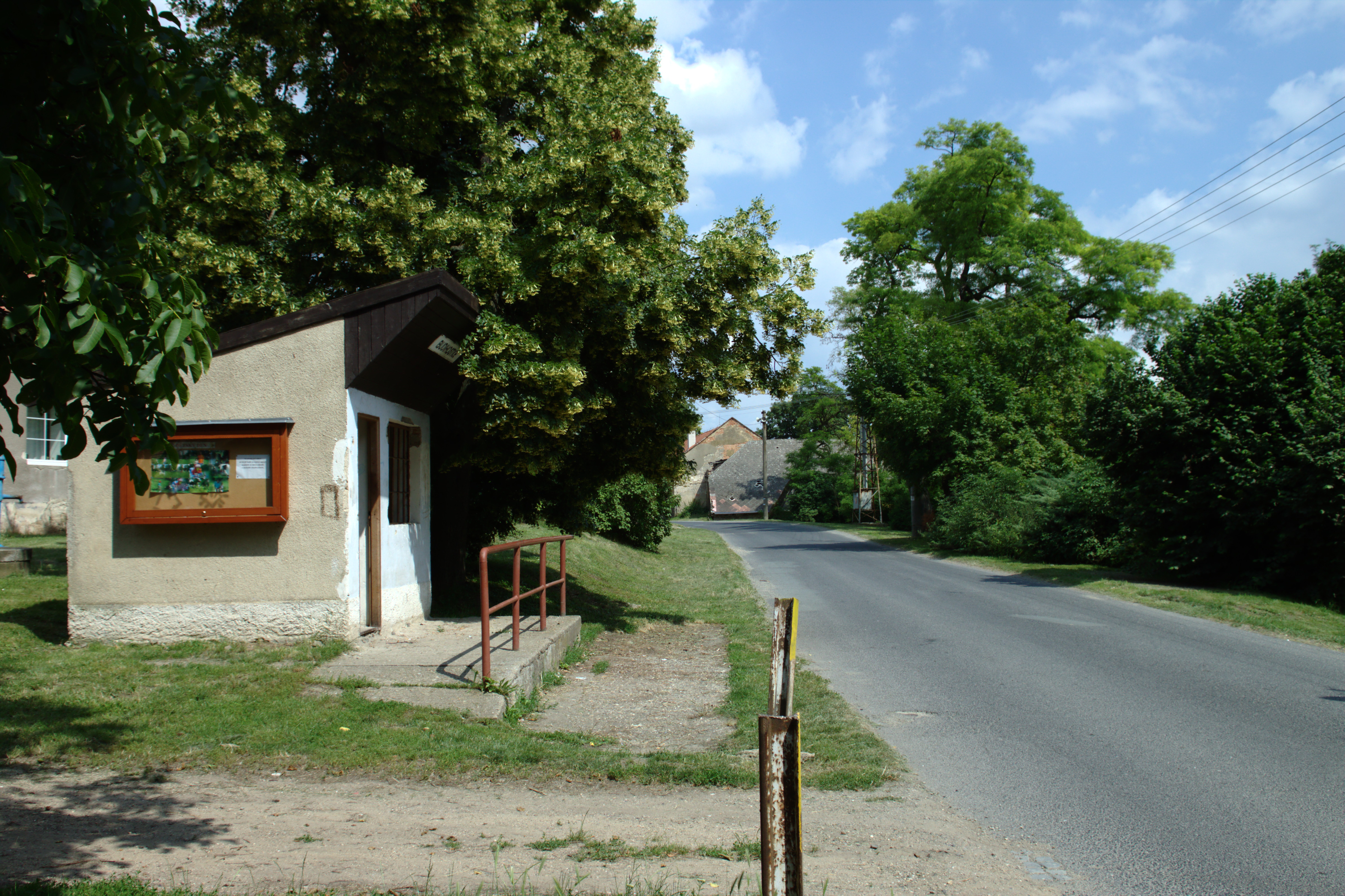
Bushalte in het dorp